# Eupithecia affinitata
Eupitecia affinitata es una especie de polilla de la familia Geometridae. La especie fue descrita por primera vez por Peter Maassen en 1890 con distribución en Colombia. El holotipo de la especie fue descrita en el departamento de Huila, a aproximadamente 1500 metros (4921,3 pies) de altitud.